# Azad Azizov

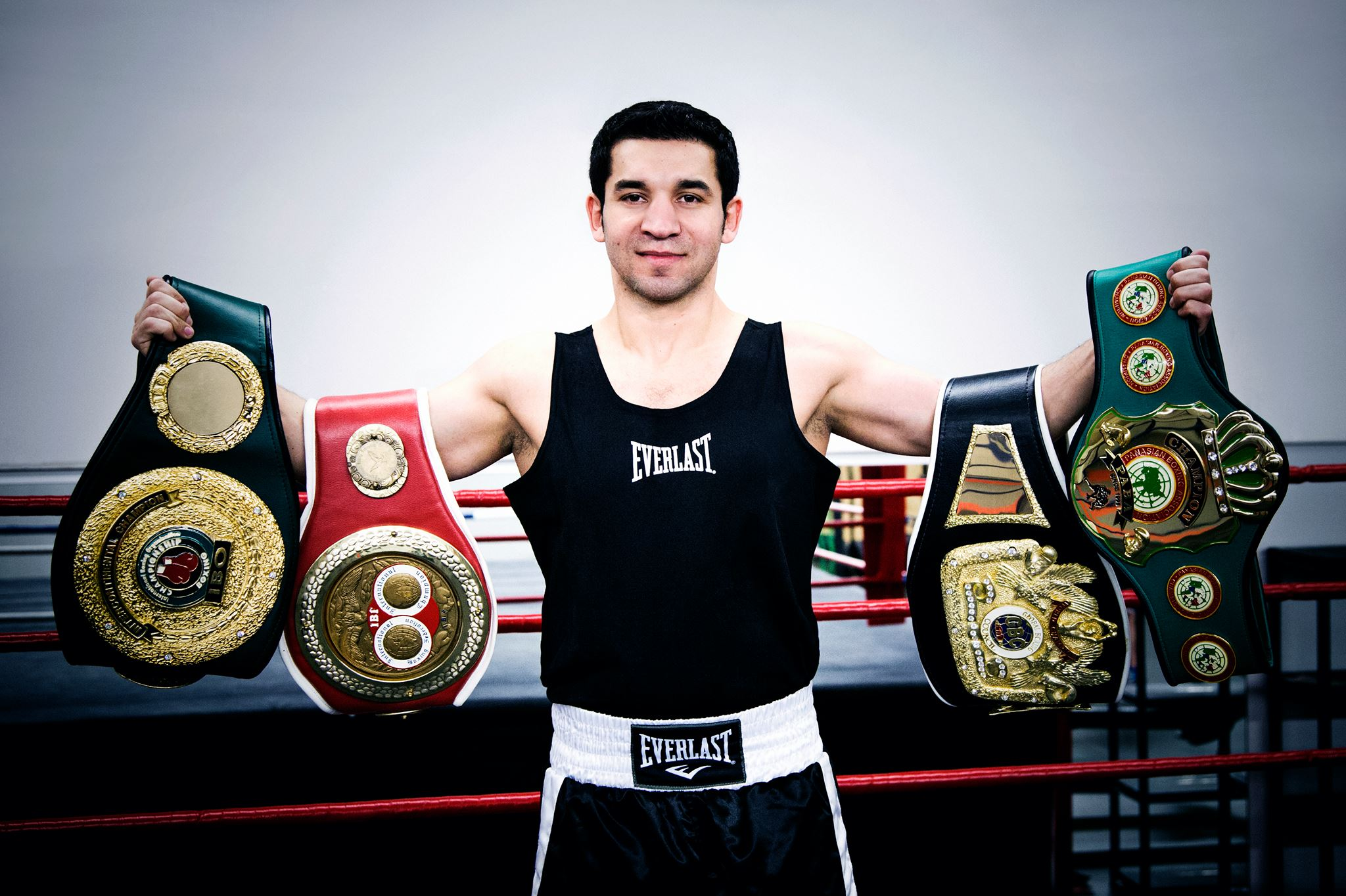
Dieses Bild entstand am Ende seiner Profi-Karriere 2018 und zeigt seine gewonnenen Titel.

Azad Azizov (Geburtsname: Azad Nazim Ogly Azizov; * 30. September 1983 in Qazax, Aserbaidschan) ist ein ehemaliger Profiboxer. Im Laufe seiner Karriere gewann er Titel als IBF-Europameister, dreimal IBO-int. Weltmeister und GBC-Weltmeister. Er lebt in Magdeburg und betreibt dort den Boxclub Land des Feuers e.V.

## Leben
Azad Azizov wuchs mit seinen Geschwistern in Qazax in Aserbaidschan auf. Seine Begeisterung für verschiedenste Sportarten begann im Alter von 11 Jahren 1994. Zunächst fand er seine Leidenschaft im Kickboxen 1997. In den Jahren darauf (1998 und 1999) wurde er zweifacher Junior-Europameister. Im Jahr 2000 begann er seine Karriere als Amateurboxer in Baku. 2001 gewann er den Titel Internationaler Meister im Amateurboxen in Baku. Nebenher erlernte Azizov den Beruf des Logistikkaufmanns und ging 2003 nach Moskau. Dort wurde er Champion im Amateurboxen für Studenten.
Azizov begann seine Profikarriere 2004 in Moskau gegen Iwan Iwanow und beendete sie 2018 in Kempten gegen Milos Janjanin. In dieser Zeit errang er 32 Siege (davon 19 K. o.) und erlitt 5 Niederlagen.
Azizov lebt in Magdeburg und betreibt seinen eigenen Boxclub.